# Juan Bautista de Orendáin
Juan Bautista de Orendáin y Azpilicueta 1 markiz de la Paz (ur. 16 października 1683 w Segura, zm. 21 października 1734 w Madrycie) – hiszpański polityk, kawaler Zakonu Santiago. Minister spraw zagranicznych Hiszpanii od 14 stycznia 1724 do 4 września 1724 i znów od 1 października 1726 do 21 października 1734, będąc jednocześnie pierwszym ministrem i faktycznym premierem Hiszpanii. W 1739 odznaczony orderem Zakonu Santiago.